# Chief Kamachi
Chief Kamachi ist ein US-amerikanischer Rapper aus Philadelphia, Pennsylvania.

## Leben
Als Begründer der Crew JuJu Mob und Originalmitglied von Army of the Pharaohs (Jedi Mind Tricks) ist Chief Kamachi schon seit Mitte der 1990er Jahre in der Hip-Hop-Szene Philadelphias aktiv. Chief Kamachi ist bekannt für seine Texte in Richtung Black Consciousness Movement und eine positive Einstellung zum Leben, die sich vor allem mit Religion, Politik und der Zukunft auseinandersetzt.
2004 veröffentlichte er sein erstes Album mit dem Titel Cult Status auf Good-Hands-Records. Die Maxi-Single The Best mit Guru von Gang Starr erreichte sogar Platz 1 der College-Radio-Charts.
Ein Jahr später folgte, ebenfalls auf Good Hands, das Crew Album Black Candels der JuJu Mob. Die JuJu Mob Crew besteht aus vier Mitgliedern, Reef the Lost Cauze, State Store und Charon Don, die sich alle einen Namen in der Hip-Hop-Szene gemacht haben. Sein zweites Album, Concrete Gospel, erschien 2006 auf Babygrande Records und schließt an die Erfolge des ersten Albums nahtlos an.
Mehrere Gastauftritte folgten vor allem im Jedi-Mind-Tricks-Umfeld und von dessen initiierte Army of the Pharaohs.

## Diskographie

### Singles
- 2004 The Best

### Alben
- 2004 Cult Status
- 2005 Black Candles (with the Juju Mobb)
- 2006 Concrete Gospel
- 2008 Beautiful Minds (with Killah Priest)
- 2010 The Clock of Destiny
- 2012 Rise & Rhyme
- 2014 Radio Raheem

### Gastauftritte
- 1998 Unusual Styles mit Maylay Sparks
- 1999 The Deer Hunter auf Jedi Mind Tricks’ Album Violent By Design
- 1999 The Five Perfect Exertions mit Army of the Pharaohs
- 1999 Forever mit DJ Revolution
- 2000 High Voltage mit The Roots
- 2003 Trinity mit Gos und Hezekiah
- 2003 The Beats With In mit Mr Eon von The High and Mighty
- 2003 The Pop Off mit Baby Blak und DJ Sat One
- 2003 The Divine Evil mit Outerspace
- 2004 Ethylene mit Heat Sensor
- 2005 No Chorus mit JuJu Mob
- 2005 Already Dead auf Reef the Lost Cauze Album Feast or Famine
- 2006 Black Candels auf JuJu-Mob-Album
- 2006 Battle Cry mit Army of the Pharaohs (Maxi-Single)
- 2006 Torture Papers mit Army of the Pharaohs (Album)
- 2007 Heads or Tails auf Snowgoons’ Album German Lugers
- 2007 Ritual of Battle mit Army of the Pharaohs (Album)